# لانگیرانو
لانگیرانو (به ایتالیایی: Langhirano) یک کومونه در ایتالیا است که در استان پارما واقع شده‌است.

## خصوصیات
لانگیرانو ۷۰٫۸ کیلومترمربع مساحت و ۱۰٬۲۵۷ نفر جمعیت دارد و ۲۶۵ متر بالاتر از سطح دریا واقع شده‌است.